# Base Aérea de Dombarovski
La Base Aérea de Dombarovsky (también conocida como Dombarovskiy y Tagilom) es una base aérea militar a 5 kilómetros al noroeste de la aldea de Dombarovsky, cerca de Yasny, en el Óblast de Oremburgo, Rusia. Operada por la Fuerza Aérea Soviética y más tarde por la Fuerza Aérea Rusa, la base alberga escuadrones de cazas interceptores y una plataforma de misiles balísticos intercontinentales (la cual ha sido adaptada para lanzamientos de satélites comerciales).

## Aviones interceptores
El 412° Regimiento de Aviación de Combate (412 IAP) voló desde la base con aviones Sukhoi Su-9 (Fishpot) a principios de la década de 1970. El regimiento los reemplazó en 1978 con aviones MiG-23M (Flogger-B). El 412 IAP se disolvió en 1993.

## Misiles balísticos
Dombarovsky es también el hogar de la 13.ª División de la Bandera Roja de Dombarovsky, el 31.º Ejército de Misiles de las Fuerzas de Cohetes Estratégicos. La base se construyó a mediados de los años 60 junto con la mayoría de las bases de misiles balísticos intercontinentales soviéticas.
El primer comandante de la base fue el general de división Dmitri Chaplygin. Hubo hasta 10 unidades de las Fuerzas de Cohetes Estratégicos en la base, cada una con entre 6 y 10 silos operativos. En el pico de las operaciones, Dombarovsky mantuvo un total de 64 silos en alerta máxima. Para 2002, según la prensa rusa, el número se había reducido a 52. Los misiles desplegados en la región eran principalmente del tipo RS-20 y sus subvariantes.
El 22 de diciembre de 2004, las Fuerzas de Cohetes llevaron a cabo un lanzamiento de prueba de un R-36M2 desde la base a la península de Kamchatka.

## Lanzamientos espaciales comerciales
Con la conversión del misil balístico intercontinental R-36M en el sistema Dnepr para lanzamiento de satélites, desde Dombarovsky se han lanzado una serie de cargas útiles comerciales. Estos lanzamientos civiles son operados por la Fuerza Aérea Rusa en nombre del operador del vehículo lanzador, el consorcio ruso-ucraniano Kosmotras. 
Kosmotras llama a la base "Base de lanzamiento Yasny" y ha construido instalaciones adicionales necesarias para las operaciones de lanzamiento de satélites comerciales, incluidas instalaciones de integración con salas blancas.
| Lanzamiento | Fecha (UTC)             | Vehículo | Carga útil | Plataforma de lanzamiento | Resultado | Comentarios/Referencias                                                          |
| ----------- | ----------------------- | -------- | --- | ------------------------- | --------- | -------------------------------------------------------------------------------- |
| 1           | 12 de julio de 2006     | Dnepr    | Genesis I | Dombarovsky               | Éxito     | Carga útil de Bigelow Aeroespacial en LEO a 550 km, y 64,5 grados de inclinación |
| 2           | 28 de junio de 2007     | Dnepr    | Genesis II | Dombarovsky               | Éxito     | Carga útil de Bigelow Aeroespacial, órbita casi idéntica a Génesis I             |
| 3           | 1 de octubre de 2008    | Dnepr    | THEOS | Dombarovsky               | Éxito     | Lanzado para GISTDA. Órbita heliosincrónica a 826 km, 98.78° de inclinación      |
| 4           | 15 de junio de 2010     | Dnepr    | Prisma, Picard, BPA-1 | Dombarovsky               | Éxito     | [ 5 ]                                                                            |
| 5           | 17 de agosto de 2011    | Dnepr    | Sich-2, NigeriaSat-2, NX, RASAT, EduSAT, AprizeSat-5, AprizeSat-6, BPA-2 | Dombarovsky               | Éxito     | [ 6 ]                                                                            |
| 6           | 22 de agosto de 2013    | Dnepr    | KOMPSat-5 | Dombarovsky               | Éxito     | Satélite de Corea del Sur en órbita LEO                                          |
| 7           | 21 de noviembre de 2013 | Dnepr    | STSAT-3 / DubaiSat-2 / SkySat 1 / WNISAT 1 / BRITE-PL / AprizeSat 7 / AprizeSat 8 / UniSat 5 / Delfi-n3Xt / Dove 3 / Dove 4 / Triton 1 / CINEMA 2 / CINEMA 3 / CubeBug 2 / GOMX 1 / NEE-02 Krysaor / FUNcube 1 / HiNCube / OPTOS / ZACUBE 1 / ICube 1 / HumSat-D / PUCP SAT - 1 / First-MOVE / UWE 3 / VELOX-P 2 / BeakerSat 1 / $50SAT / QubeScout S1 / Wren / Pocket-PUCP / BPA 3 | Dombarovsky               | Éxito     | Órbita LEO. 32 satélites, la mayoría de ellos cubesats                           |
| 8           | 19 de junio de 2014     | Dnepr    | KazEOSat-2 (DZZ-MRES), Deimos-2, Hodoyoshi-3, Hodoyoshi-4, BugSat-1, SaudiSat-4, AprizeSat-9, AprizeSat-10, UniSat-6, Tigrisat, AeroCube 6, AntelSat, Lemur-1, BRITE-CA 1, BRITE-CA 2, NanosatC-Br1, Duchifat-1, Perseus-M1, Perseus-M2, QB50P1, QB50P, Tablesat-Avrora, 11 satélites Flock-1c, POPSAT-HIP 1, PACE, PolyITAN, DTUSat-2                                              | Dombarovsky               | Éxito     | 37 satélites                                                                     |
| 9           | 6 de noviembre de 2014  | Dnepr    | ASNARO-1, Hodoyoshi-1, Tsubame, ChubuSat-1, QSAT-EOS | Dombarovsky               | Éxito     | Satélites japoneses                                                              |
| 10          | 25 de marzo de 2015     | Dnepr    | KompSat-3A | Dombarovsky               | Éxito     | Satélite de Corea del Sur en órbita LEO                                          |